# Park Ha-sun
Đây là một tên người Triều Tiên, họ là Park.
Park Ha-sun, (Hangul: 박하선 sinh ngày 22 tháng 10 năm 1987) là một nữ diễn viên Hàn Quốc. Park ra mắt vào năm 2005 với phim truyền hình Love Needs a Miracle và trở thành ngôi sao với vai diễn Queen Inhyeon trong bộ phim cổ trang Dong Yi của MBC, sau đó cô quay trở lại vai giáo viên trong bộ phim sitcom hài High Kick: Revenge of the Short Legged được phát sóng vào năm 2011-2012. Cô cũng từng xuất hiện trong bộ phim The Last Blossom (2011), Champ (2011), và Tone-deaf Clinic (2012).

## Phim
| Năm  | Tên tiếng Hàn                  | Tên tiếng Anh                                            | Vai trò                                            | Ghi chú           |
| 2005 | 사랑의 기적 필요해             | Love Needs a Miracle                                     | Song Yoon-ju                                       | TV - SBS          |
| 2006 | 아파트                         | APT                                                      | Jung-hong                                          | Phim              |
| 2006 | 일단뛰어                       | Just Run!                                                | Min-jeong                                          | TV - KBS2         |
| 2007 | 경성 스캔들                    | Capital Scandal                                          | So Yeong-rang                                      | TV - KBS2         |
| 2007 | 어머니는 죽지 않는다           | Mom Never Dies                                           | Ji-hye                                             | Phim              |
| 2007 | 왕과나                         | The King and I                                           | Công chúa Munseong của gia tộc Shin                | TV - SBS          |
| 2008 | 바보                           | BA:BO                                                    | Ji-in                                              | Phim              |
| 2008 | 강적들                         | Formidable Rivals                                        | Seo Eun-young                                      | TV - KBS2         |
| 2008 | 전설의 고향 "사진검의 저주"    | Hometown Legends "Curse of the Sajin Sword"              | Hyang-yi                                           | TV - KBS2         |
| 2009 | 하자 전담반 제로               | Romance Zero                                             | Nam Hyeon-jeong                                    | TV - MBC Dramanet |
| 2009 | 그저 바라보다가                | The Accidental Couple                                    | Choi Soo-yeon                                      | TV - KBS2         |
| 2009 | 멈춤수 없어                    | Can't Stop Now                                           | Lee Joo-ah                                         | TV - MBC          |
| 2010 | 주문진                         | Jumunjin                                                 | So-hee                                             | Phim              |
| 2010 | 낮잠                           | A Nap                                                    | Yi-sun                                             | Stage Play        |
| 2010 | 동이                           | Dong Yi                                                  | Queen Inhyeon                                      | TV - MBC          |
| 2010 | 영도다리                       | I Came from Busan                                        | In-hwa                                             | Phim              |
| 2010 | 고종의 꿈, 대한제국            |                                                          | Phim tài liệu kể truyện                            | TV - MBC Life     |
| 2011 | 세상에서 가장아름다운 이별     | The Last Blossom (còn gọi là The Most Beautiful Goodbye) | Jung Yeon-soo                                      | Film              |
| 2011 | 챔프                           | Champ                                                    | Yoon-hee                                           | Phim              |
| 2011 | 하이킥 짧은다리의 역습         | High Kick: Revenge of the Short Legged                   | Park Ha-sun                                        | TV - MBC          |
| 2012 | 음치 클리닉                    | Tone-deaf Clinic (aka Love Clinique)                     | Dong-joo                                           | Phim              |
| 2013 | 광고천재 이태백                | Ad Genius Lee Tae-baek                                   | Baek Ji-yoon                                       | TV - KBS2         |
| 2013 | 투윅스                         | Two Weeks                                                | Seo In-hye                                         | TV - MBC          |
| 2013 | 감자별 2013QR3                 | Potato Star 2013QR3                                      | Chủ CLB người hâm mộ Jang Yool (khách mời, tập 30) | TV - tvN          |
| 2013 | 드라마 페스티벌 "이상 그 이상" | Drama Festival "Yi Sang, That Yi Sang"                   | Kyung-hye                                          | TV - MBC          |
| 2014 | 쓰리데이즈                     | Three Days                                               | Yoon Bo-won                                        | TV - SBS          |

## Danh sách đĩa nhạc
| Năm  | Ca sĩ                            | Track           | Album                                    |
| 2009 | Cerulean Blue (feat Park Ha-sun) | 남자...버림받다 | 남자...버림받다                          |
| 2012 | Park Ha-sun                      |                 | 박하선의 야옹쌤 - 하이킥 고양이 울음소리 |

## Giải thưởng
| Năm  | Giải thưởng                            | Thể loại                                     | Đề cử                                  |
| 2010 | MBC Drama Awards                       | Nữ diễn viên mới xuất sắc                    | Dong Yi                                |
| 2011 | MBC Entertainment Awards               | Giải xuất sắc, nữ diễn viên trong Sitcom/hài | High Kick: Revenge of the Short Legged |
| 2011 | Ministry of Gender Equality and Family | Minister's Award                             |                                        |
| 2012 | Baeksang Arts Awards                   | Nữ diễn viên xuất sắc (TV)                   | High Kick: Revenge of the Short Legged |

## Liên kết
- Park Ha-sun Lưu trữ ngày 23 tháng 9 năm 2015 tại Wayback Machine at Cyworld (tiếng Hàn)
- Park Ha-sun Fan Club at Daum (tiếng Hàn)
- Park Ha-sun at DC Inside (tiếng Hàn)
- Park Ha-sun trên HanCinema
- Park Ha-sun trên IMDb